# Gevangen in het Buitenland
Gevangen in het Buitenland is een Nederlands televisieprogramma van SBS6. In het reportageprogramma worden reconstructie's uitgezonden over Nederlanders die in buitenlandse gevangenis zitten opgesloten. Zij worden daar gevraagd hun verhaal te doen over hoe zij daar zijn gekomen. Soms zitten zij in het gevang voor het smokkelen van drugs, soms door ruzies met een lokale politiemannen en soms door domme pech. Het verhaal begint bij de arrestatie en laat zien waar een westerse gevangene in het buitenland vervolgens mee te maken krijgt. Het programma komt voort uit een documentaire over het verhaal van Mandy Pijnenburg.

## Afleveringen
| Afl. | Uitzending      | Veroordeelde      | Delict       | Straf                         | Gevangenis                                  |
| ---- | --------------- | ----------------- | ------------ | ----------------------------- | ------------------------------------------- |
| -    | 16 mei 2007     | Mandy Pijnenburg  | Drugssmokkel | 10 jaar                       | Vrouwengevangenis Dominicaanse Republiek.   |
| 1    | 21 oktober 2007 | Astrid de Gooijer | Drugssmokkel | Gevlucht                      | Guayaquil Gevangenis, Guayaquil, Ecuador.   |
| 2    | 15 mei 2008     | Klaas-Jan Bolt    | Drugssmokkel | 5 jaar                        | Gradignan Gevangenis, Gradignan, Frankrijk. |
| 3    | 10 juni 2008    | Wendy van Lien    | Drugssmokkel | 14 jaar                       | Santa Monica Gevangenis, Lima, Peru.        |
| 4    | 24 oktober 2011 | Wendy van Lien    | Drugssmokkel | 14 jaar (gratie na vijf jaar) | Santa Monica Gevangenis, Lima, Peru.        |